# بلمنته د سان خسه
بلمنته د سان خسه (به اسپانیایی: Belmonte de San José) یک شهرستان در اسپانیا است که در استان تروئل واقع شده‌است.

## خصوصیات
بلمنته د سان خسه ۳۴ کیلومترمربع مساحت و ۱۴۷ نفر جمعیت دارد.